# Miconia desmantha
Miconia desmantha là một loài thực vật có hoa trong họ Mua. Loài này được Benth. mô tả khoa học đầu tiên năm 1845.